# ソウルキャリバーII
『ソウルキャリバーII』（ソウルキャリバーツー、SOULCALIBUR II）は、ナムコが発売した3D武器格闘。“ソウルシリーズ”の第3作目。
2002年にアーケード版が製作され、翌年家庭用ゲーム機版がPlayStation 2、ニンテンドー ゲームキューブ、Xboxの3機種同時に発売された。
また、2013年に、HD高画質化・オンライン対戦を実装したPlayStation 3版、Xbox 360版『ソウルキャリバーII HD ONLINE』（ソウルキャリバーツー エイチディー オンライン）がダウンロードソフトとして配信開始された。

## 製品
- アーケード版: 2002年7月10日稼働開始(SYSTEM246)
- アーケード版 Ver.D: 2002年9月14日稼働開始(SYSTEM246)
- PlayStation 2版: 2003年3月27日
- ゲームキューブ版: 2003年3月27日
- Xbox版: 2003年3月27日
- Xbox 360版 HD ONLINE: 2013年11月20日
- PlayStation 3版 HD ONLINE: 2014年2月20日

## 概要
本作はソウルシリーズの中でも最大のヒット作として名高く、HD版では最初にオンライン対戦機能が追加されて復刻されたシリーズである。
従来からアピールしていた「縦斬り」「横斬り」「走り」の3つを3すくみとして、駆け引きをより分かりやすくしている。任意の方向へ移動できる「8WAY-RUN」は操作方法の変更によりレスポンスが高まっている。
2003年にはアーケードゲームの全国大会「闘劇」に3D武器格闘としては初となる形で種目に選ばれた。また闘劇DVD同梱の小冊子の中ではアルカディア編集長、猿渡雅史が武器格闘としての完成度について「堂々たるもの」と本作を評価している。

## ゲストキャラクターの起用
コンシューマ版は三機種同発マルチプラットフォームでの発売となり、各ゲーム機にゲストキャラクターを配した。
各ゲーム機のゲストキャラクターは、PS2版は「鉄拳シリーズ」の三島平八を、GC版では「ゼルダの伝説シリーズ」（任天堂）のリンクを、Xbox版はアメリカン・コミックのヒーロースポーンを選出している。
尚、HD版は三島平八とスポーンが登場している。

## キャラクター

### レギュラーキャラクター
- ラファエル・ソレル
- タリム
- カサンドラ・アレクサンドル
- ホン・ユンスン
- 御剣平四郎
- タキ
- ヴォルド
- ナイトメア
- キリク
- シャンファ
- マキシ
- アスタロス
- アイヴィー

### タイムリリースキャラクター
- 吉光
- シャレード
- セルバンテス・デ・レオン

### 家庭用専用キャラクター
- ネクリッド
- ソフィーティア・アレクサンドル
- ソン・ミナ
- 特定のモードでのみ登場。海外版・PS3版では使用可能。
  - リザードマン
  - アサシン
  - バーサーカー

### ゲストキャラクター
- 三島平八 - PS2版・HD版で登場
- リンク - GC版で登場
- スポーン - Xbox版・HD版で登場

### CPU専用キャラクター（使用不可）
- インフェルノ